# Шмідт Микола Олегович
Шмітд Мико́ла Оле́гович (нар. 19 грудня 1962 (Маріуполь, Україна) — народний депутат України VI скликання від політичної партії "блок Литвина".

## Освіта
Металургійний інститут Маріуполя (1985, «Обробка металів тиском»).
- 1985—1986 — інженер лабораторії № 3, Маріупільська філія ЦНДІ «Прометей».
- 1986—1990 — представник з контролю якості та приймання продукції в органах прийомних пунктах металобрухту, комбінат ім. Ілліча, Маріуполь
- 1990—1992 — інженер-технолог 1-ї категорії, УкрНДІ КМ «Прометей»
- 1992—1994 — комерц. директор, МП «Аскари», Маріупіль
- 1994 — комагент ТОВ «Данапріс Лтд», Київ
- 1994-97 — директор Маріупільської філії АТЗТ «Даленс», Київ.
- 1997-98 — директор комерції ТОВ «Ренесанс-про», Київ.
- З 1998 — заст. директора, представництво фірми «Мелни імпорт-експорт Гмбх» в Україні (Австрія).
- З 2003 — за сумісництвом гендиректор ТОВ «Земля: інвестиції, консультації».

«Народний» депутат України 6-го скликання з 11.2007 від блоку Литвина, № 18 в списку, який 10 серпня 2012 року у другому читанні проголосував за закон Колесніченка-Ківалова, який суперечить Конституції України, не має жодного фінансово-економічного обґрунтування і спрямований на викорінення української мови, чим він разом з його «побратимами» наразився на шквал емоцій з боку громадськості й на гасло «Займіться ділом, а не язиком». Закон було прийнято із порушеннями регламенту. З 12.2007 був членом комітету з аграрної політики та земельних стосунків.

## Родина
Має дружину Інну Миколаївну (1965), сина Ростислава (1985)